# Fédération du Vanuatu de basket-ball
La Fédération du Vanuatu de basket-ball (Vanuatu Basketball Federation) est une association, fondée en 1966, chargée d'organiser, de diriger et de développer le basket-ball au Vanuatu.
La Fédération représente le basket-ball auprès des pouvoirs publics ainsi qu'auprès des organismes sportifs nationaux et internationaux et, à ce titre, le Vanuatu dans les compétitions internationales. Elle défend également les intérêts moraux et matériels du basket-ball vanuatais. Elle est affiliée à la FIBA depuis 1966, ainsi qu'à la FIBA Océanie.
La Fédération organise également le championnat national.